# Concile d'Orléans (549)
Pour les articles homonymes, voir Concile d'Orléans.
Le cinquième concile d'Orléans est un concile mérovingien convoqué par Childebert Ier qui se tint le 28 octobre 549 à Orléans.

## Participants
Ce concile a rassemblé neuf archevêques et quarante et un évêques, et fut présidé par Sacerdos de Lyon. Parmi les participants, on peut citer : l'archevêque d'Arles, Aurélien d'Arles, l'évêque d'Uzès, Firmin d'Uzès, l'évêque de Chartres, Lubin de Chartres, l'évêque de Senlis, Genotigernus, l'évêque de Paris, Saffaracus, l'évêque de Meaux, Medoveus, l'évêque de Trèves, Nicetius, l'évêque de Toul, Alodius, l'évêque métropolitain de Vienne, Isice II. Marc, évêque d'Orléans n'était pas présent car il était accusé et exilé. C'est pour le juger que le concile avait été réuni. Marc a été jugé innocent et rétabli dans son siège.

## Liste des canons du concile
Les procès verbaux du concile relèvent 24 canons.
- Le premier canon du concile a prononcé un anathème contre les erreurs de Nestorius et Eutychès. Le concile semble avoir craint que les troubles apparus en Orient et suscités par les nestoriens et les eutychiens ne se propagent en Occident.
- Le second canon interdit aux évêques d'excommunier pour des causes légères.
- Le troisième canon interdit aux clercs d'avoir chez eux des femmes étrangères ou des parentes à des heures indues, pouvant créer de mauvais soupçons.
- Le quatrième canon ordonne aux clercs de vivre dans la continence, même avec leurs épouses légitimes.
- Le cinquième canon interdit aux évêques d'ordonner des clercs d'un autre diocèse sans l'accord de l'évêque de ce dernier diocèse.

- Le sixième canon interdit aux évêques d'ordonner des esclaves ou des affranchis sans l'accord de leur maître.
- Le septième canon interdit de remettre en servitude des esclaves affranchis dans l'église, à moins qu'ils n'aient commis des fautes marquées dans la loi.
- Le huitième canon interdit aux évêques d'ordonner des clercs pendant la vacance du siège épiscopal.
- Le neuvième canon interdit qu'un évêque ne soit consacré s'il n'appartenait pas au moins depuis un an au clergé.
- Le dixième canon interdit la simonie et d'acheter l'épiscopat par argent. Il a prescrit que l'élection des évêques se déroule en toute liberté, avec l'assentiment du clergé, du peuple, et du roi.
- Le onzième canon interdit qu'on impose au peuple un évêque qu'il n'a pas accepté. Autrement l'évêque ordonné sera déposé.
- Le douzième canon interdit qu'on ordonne un évêque à la place d'un évêque vivant, si celui-ci n'est pas déposé pour crime capital.
- Le treizième canon interdit de prendre des biens légués aux églises, aux monastères et aux hôpitaux.
- Le quatorzième canon étend cette interdiction aux évêques, aux clercs et aux laïques par rapport aux biens de l'Église.
- Le quinzième canon confirme la fondation d'un hôpital à Lyon par Childebert et il est défendu à l'évêque de Lyon et à ses successeurs de s'attribuer quelque bien de cet hôpital.
- Le seizième canon prononce anathème contre quiconque osera priver les Églises des donations qui leur ont été faites.
- Le dix-septième canon traite des différends entre une personne et un évêque.
- Le dix-huitième canon suspend pendant six mois tout évêque qui refuse de venir à un concile ou en part avant la fin, si ce n'est pour infirmité évidente.
- Le dix-neuvième canon traite de l'entrée des filles dans des monastères et des conditions de la prise de l'habit de religieuse.
- Le vingtième canon dit que les prisonniers pour quelque crime que ce soit seront visités tous les dimanches par l'archidiacre.
- Le vingt-et-unième canon indique que les évêques prendront un soin particulier des lépreux de leur diocèse en fournissant vêtement et nourriture.
- Le vingt-et-deuxième canon renouvelle les règlements concernant les esclaves qui se réfugient dans l'église.
- Le vingt-et-troisième canon ordonne la tenue annuelle du concile de la province.
- Le vingt-et-quatrième canon confirme les décrets précédents.